# Тлауитольтепекский михе
Тлауитольтепекский михе (Ayuujk, Mixe alto del centro, South Highland Mixe, Tlahuitoltepec Mixe, West Central Mixe) — один из языков михе, на котором говорят в трёх городах на территории ареала альбаррадасского диалекта сапотекского языка в Центральной Оахаке и на северо-востоке штата Оахака в Мексике.
Южно-горный (тлауитольтепекский) михе состоит из центральных диалектов, распространённых в городах муниципалитета Тлауитольтепек, Сан-Педро-и-Сан-Пабло-Аютла, Тамасулапан, с расходящимися диалектами в муниципалитетах Тепустепек, Тепантлали, Михистлан.